# Philadelphia (New York)
Philadelphia è un comune degli Stati Uniti d'America, situato nello stato di New York, nella contea di Jefferson.